# Pinus ayacahuite
Pin du Mexique, Pin ayacahuite, Pin blanc du Mexique
Espèce
Statut de conservation UICN

 LC  : Préoccupation mineure
Le Pin blanc du Mexique, Pin du Mexique ou Pin ayacahuite, Pinus ayacahuite, est une espèce de conifères de la famille des Pinaceae. 

## Description
Pinus ayacahuite est un grand arbre atteignant généralement 30 à 45 m et exceptionnellement plus de 50 m en hauteur. C'est un membre du sous-genre Strobus, et comme tous les membres de ce groupe, les feuilles (aiguilles) sont groupées par cinq en fascicules avec une gaine caduque. Les aiguilles sont finement dentelée et mesurent 9 à 16 cm de long. Les cônes sont longs et minces, mesurant 15 à 40 cm en longueur, 4 à 6 cm en largeur lorsqu'ils sont fermés et atteignant 6 à 10 cm lorsqu'ils sont ouverts; les écailles sont fines et flexibles. Les graines sont petites, mesurant 6 à 8 mm en longueur, et possèdent une aile fine et longue mesurant 18 à 25 mm en longueur.
Il est modérément sensible à la rouille vésiculeuse du pin blanc (Cronartium ribicola), mais en culture il s'est avéré un peu moins sensible que la plupart des autres pins blancs américains.

## Répartition

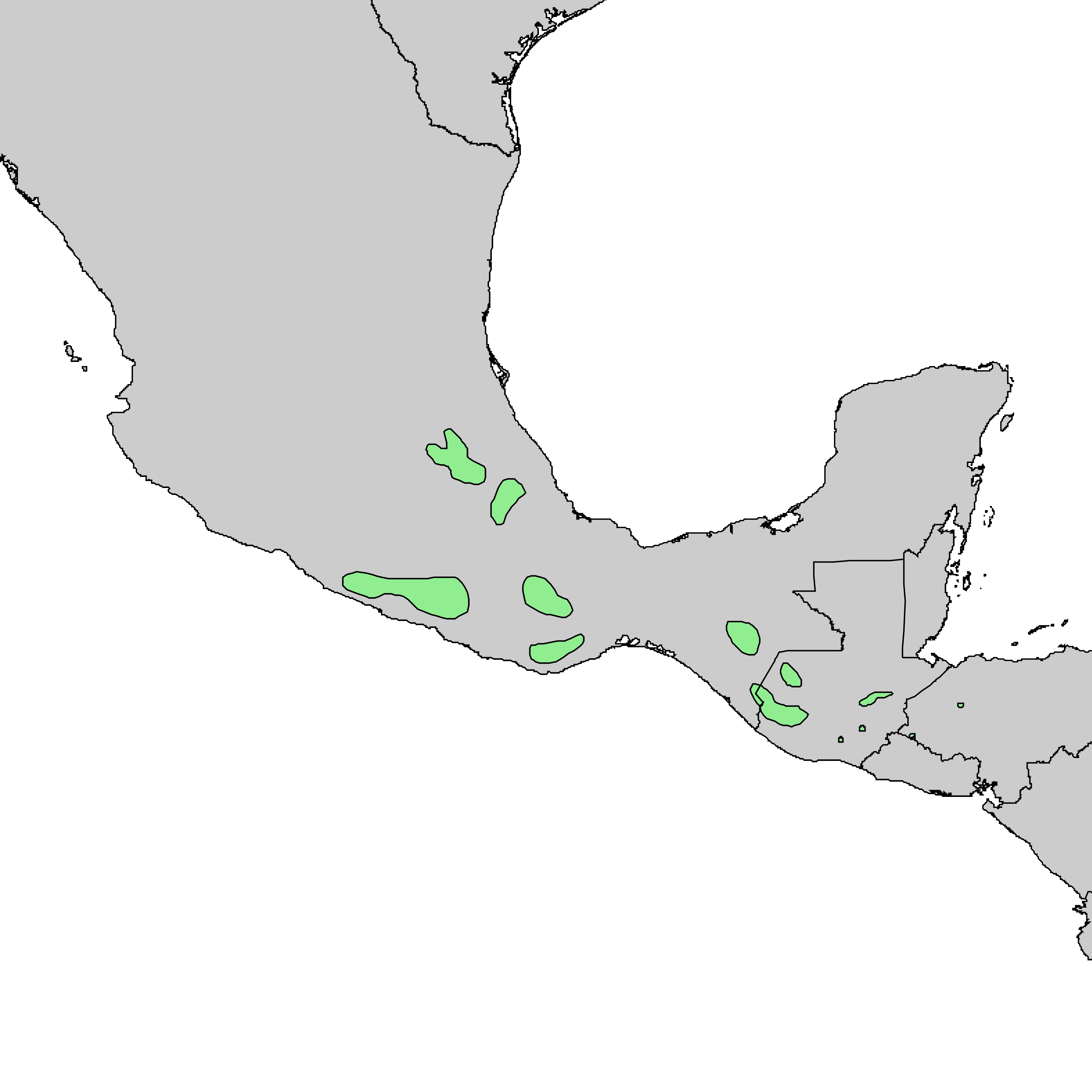
Distribution géographique naturelle.

Pinus ayacahuite est originaire des montagnes du Mexique méridional et l'Ouest de l'Amérique centrale, dans la Sierra Madre del Sur et l'extrémité est de l'axe volcanique transversal, entre le 14° et 21° de latitude nord dans les États mexicains du Guerrero, du Oaxaca, de Puebla, du Veracruz et du Chiapas, et au Guatemala, le Salvador et au Honduras. L'arbre croit dans des zones relativement humides avec des pluies estivales, toutefois des spécimens provenant de l'est et du sud de sa distribution vivent dans des conditions particulièrement humide ; il nécessite un bon ensoleillement et un sol bien drainé. En moyenne, sur l'année, la température fluctue de 19 à 10 °C. Cet arbre accepte des conditions subtropicales voir un climat froid.

## Culture et utilisations
Il a été planté à des fins commerciales pour l'industrie du papier à différentes latitudes et altitudes dans différentes parties du monde : dans des régions équatoriales et tropicales comme au Kenya, en Tanzanie, en Angola mais aussi dans les régions tempérées subtropicales comme dans les highlands d'Afrique du Sud, dans plus hautes altitudes du sud du Brésil, dans le nord de l'Inde, également dans les régions tempérées à des altitudes moyennes et basses dans les provinces argentine de Salta, Tucuman et Cordoba ; entre 500 m et 1500 m d'altitude. Enfin il est planté à des altitudes proche du niveau de la mer en Australie (Queensland et Nouvelle-Galles du Sud), et en Nouvelle-Zélande. Comme ornementale, il a été planté dans les îles britanniques. Le plus grand arbre en culture se trouve à l'arboretum Sequoiafarm Kaldenkirchen en Allemagne et mesurait 20,5 m en 2013.

## Liste des sous-espèces et variétés
Selon Catalogue of Life (8 août 2014) :
- variété Pinus ayacahuite var. ayacahuite
- variété Pinus ayacahuite var. veitchii

Selon Tropicos (8 août 2014) (Attention liste brute contenant possiblement des synonymes) :
- sous-espèce Pinus ayacahuite subsp. ayacahuite
- sous-espèce Pinus ayacahuite subsp. loudoniana (Gordon & Glend.) A.E. Murray
- sous-espèce Pinus ayacahuite subsp. strobiformis (Engelm.) A.E. Murray
- variété Pinus ayacahuite var. ayacahuite
- variété Pinus ayacahuite var. brachyptera Shaw
- variété Pinus ayacahuite var. loudoniana (Gordon & Glend.) Silba
- variété Pinus ayacahuite var. novogaliciana Carvajal
- variété Pinus ayacahuite var. oaxacana Silba
- variété Pinus ayacahuite var. reflexa (Engelm.) Voss
- variété Pinus ayacahuite var. strobiformis Sarg. ex Lemmon
- variété Pinus ayacahuite var. veitchii (Roezl) Shaw